# Pinehurst (Idaho)
Pinehurst és una població dels Estats Units a l'estat d'Idaho. Segons el cens del 2000 tenia 1.661 habitants.

## Demografia
Segons el cens del 2000, Pinehurst tenia 1.661 habitants, 720 habitatges, i 495 famílies. La densitat de població era de 593,8 habitants/km².
Dels 720 habitatges en un 27,4% hi vivien nens de menys de 18 anys, en un 55,7% hi vivien parelles casades, en un 8,9% dones solteres, i en un 31,3% no eren unitats familiars. En el 28,1% dels habitatges hi vivien persones soles el 15,6% de les quals corresponia a persones de 65 anys o més que vivien soles. El nombre mitjà de persones vivint en cada habitatge era de 2,31 i el nombre mitjà de persones que vivien en cada família era de 2,8.
Per edats la població es repartia de la següent manera: un 23,1% tenia menys de 18 anys, un 6,9% entre 18 i 24, un 25,1% entre 25 i 44, un 25,6% de 45 a 60 i un 19,3% 65 anys o més.
L'edat mediana era de 42 anys. Per cada 100 dones de 18 o més anys hi havia 89,9 homes.
La renda mediana per habitatge era de 27.757 $ i la renda mediana per família de 34.185 $. Els homes tenien una renda mediana de 31.932 $ mentre que les dones 20.000 $. La renda per capita de la població era de 15.268 $. Aproximadament el 13,5% de les famílies i el 14,8% de la població estaven per davall del llindar de pobresa.

## Poblacions més properes
El següent diagrama mostra les poblacions més properes.